# Lily Halpern
Lily Halpern, también conocida como Lily Lane (Boston, 30 de noviembre de 1991), es una cantante estadounidense de pop y hip hop, reconocida por aportar canciones a la banda sonora de la serie de televisión Pretty Little Liars y por participar en giras de agrupaciones y artistas como Big Time Rush y Cody Simpson.

## Biografía

### Primeros años
Halpern comenzó a bailar, cantar, modelar y actuar a una edad temprana. Nacida en Boston, Massachusetts, cantó en la Longy School of Music y en el Berklee College of Music y modeló con las agencias Dynasty Models y Talent. Se graduó de la Academia Milton en la primavera de 2010 y se trasladó a la ciudad de Nueva York para iniciar una carrera musical. Halpern tiene dos hermanos mayores, Ian y Tucker, este último nominado al Premio Grammy por su participación en el dúo Sofi Tukker.

### Carrera
Establecida en Nueva York, publicó el EP "Not Gonna Cry", que fue producido por Alex Cantrall (JoJo, Vanessa Hudgens, Nicole Scherzinger). En marzo de 2011 estrenó un vídeo musical para la canción "Wishlist", dirigido por Shalin Sharman (Kanye West) y protagonizado por la celebridad de internet Megan Parken. En la primavera de 2011 Lily abrió la etapa de la gira "Waiting4U Tour" del cantante de pop australiano Cody Simpson. En agosto del mismo año se embarcó en una gira con Big Time Rush y Hot Chelle Rae. Su primer show en la gira de BTR ocurrió en Boston, su ciudad natal. Durante esta época se le empezó a relacionar sentimentalmente con Harry Styles, cantante de One Direction, aunque ambos se encargaron de negar dichos rumores.
En 2012 publicó una canción llamada "Forget What They Say" en un esfuerzo por crear conciencia sobre el acoso cibernético. En abril estrenó un vídeo del cover de la canción "Starships" de Nicki Minaj en el que aparecía por primera vez rapeando. El vídeo se presentó en el concurso Can You Sing de Perez Hilton, en el que se le incluyó entre las ganadoras. Cerca de dos meses después, el vídeo superó el millón de visitas en la plataforma YouTube. En junio de 2012 regresó a su ciudad natal para participar en un concierto organizado por la estación radial Kiss 108 con artistas como The Wanted, Enrique Iglesias, Flo Rida, Karmin, JoJo y Gym Class Heroes.
Bajo el nombre artístico de Lily Lane, publicó un nuevo EP en 2014, denominado "Nothin' But Trouble". La música del disco fue utilizada en numerosas ocasiones en el programa de televisión Pretty Little Liars de la cadena ABC. Tras publicar algunos sencillos, en 2020 registró una colaboración con el rapero estadounidense Trinidad James y con la cantante y modelo argentina Mery Racauchi en la canción «Cookies and Cream».

## Discografía
- Not Gonna Cry (2010)
- Nothin' But Trouble (2014)

Sencillos
| Año  | Título                 |
| ---- | ---------------------- |
| 2011 | "Not Gonna Cry"        |
| 2011 | "Wishlist"             |
| 2011 | "Colors"               |
| 2012 | "Forget What They Say" |
| 2014 | "Nothin' But Trouble"  |
| 2020 | "Cookies and Cream"    |